# Burgstall Maihingen
Der Burgstall Maihingen ist ein archäologischer Fundort in Süddeutschland. Er liegt auf dem Klosterberg bei Maihingen im Landkreis Donau-Ries in Schwaben. Der Burgplatz wurde von der Jungsteinzeit bis ins Spätmittelalter benutzt und später durch Steinabbau und Materialentnahmen stark gestört.

## Geschichte
Bei einer Grabung unter der Leitung Ernst Frickhingers wurden 1921 Siedlungsspuren der Altheimer Stufe der Altsteinzeit gefunden. Einige Bodenfunde (Fibeln, Münzen) belegen eine Weiternutzung in der späten Hallstatt- und der frühen Latènezeit. Die erhaltenen Befestigungsreste machen einen frühmittelalterlichen, vielleicht ungarnzeitlichen Ausbau der Wallanlagen wahrscheinlich, die später zur hochmittelalterlichen Steinburg erweitert wurden. Ein Ortsadel erscheint allerdings erst 1273 in den Schriftquellen. Die Herren von Maihingen waren Dienstleute der mächtigen Grafen von Oettingen, dürften die Höhenburg aber bereits im frühen 14. Jahrhundert verlassen haben. 1336 belehnten die Grafen einen ihrer weiteren Ministerialen mit der Herrschaft, der sich fortan nach seinem neuen Lehen „Friedrich von Maihingen“ nannte. Dieses zweite Edelgeschlecht bewohnte die Burg bis zum Anfang des 15. Jahrhunderts. Anschließend wurde die Veste aufgelassen und als Steinbruch ausgebeutet.

## Beschreibung
Die Befestigung nutzt die Steilabfälle des Klosterberges (auch Mühl- oder Hagberg), der etwa 350 Meter nördlich des Klosters Maihingen keilförmig ins Tal der Mauch vorstößt. Nur im Norden besteht eine Verbindung zum – etwas höheren – Hackenberglein. Das ca. 40 Meter über der Mauch liegende Plateau ist durch neuzeitliche Steinbrüche und Gruben stark zerklüftet. Vom ehemaligen zwei- bis dreifachen Wallsystem ist nur noch die West- und Nordseite vorhanden, die anderen Seiten sind abgerutscht oder zerstört. Anhand der Geländespuren lässt sich ein annähernd trapezförmiger Grundriss von etwa 150 × 100 Meter rekonstruieren. Die Ringmauer und die Innenbebauung der mittelalterlichen Burg sind den Materialentnahmen zum Opfer gefallen.